# 松枝隆一
松枝 隆一（まつえだ りゅういち、1969年3月18日 - ）は、福井テレビ (FTB) の社員。元チーフアナウンサー。

## 来歴
福井県勝山市出身。福井工業大学附属福井高等学校、立命館大学法学部卒業。
大学を卒業後、1991年に福井テレビに入社し、アナウンサーになる。2013年には報道局報道番組部長を兼務していた。

## 担当番組
- 福井テレビスーパーニュースワイド おかえりなさ〜い[4]
- FNN福井テレビスーパーニュース[4]
- 座・タイムリーふくい - キャスター